# And Then We Dance
"And Then We Dance" é uma canção gravada pela boyband australiana Justice Crew. Escrita e produzida por Darhyl Camper, Nicholas "RAS" Furlong e Jordan Seucof. A canção foi lançada para área radiofônica contemporary hit radio em 23 de agosto de 2010, e em 27 seguinte para download digital e CD Single.

## Antecedentes e lançamento
Após se tornarem vencedores da quarta edição do Australia's Got Talent e assinar contrato discográfico com a Sony Music, um dos membros da banda, Emmanuel Rodriguez disse: "A Sony me perguntou se qualquer um de nós poderia cantar e mostramos a ele o que podíamos fazer. Uma semana depois, estávamos no estúdio de gravação." "And Then We Dance" foi escrita e produzida pelos australianos Darhyl Camper, Nicholas "RAS" Furlong e Jordan Seucof. A faixa foi lançada para área radiofônica contemporary hit radio em 23 de agosto de 2010 e em 27 do mesmo mês, foi lançado nas versões download digital e CD Single.

## Videoclipe e apresentações
O vídeo musical para "And Then We Dance" teve direção de Marc Furmie e foi filmado na Acer Arena em Sydney. O vídeo teve estreia online em 27 de agosto de 2010. A gravação audiovisual mostra Justice Crew em um estacionamento subterrâneo realizando vários tipos de rotinas de dança, incluindo b-boying e krumping, bem como backflips. Durante todo o vídeo, a banda está vestida com as cores marrom, branco e azul marinho.
Em agosto de 2010, Justice Crew interpretou a canção no programa televisivo Sunrise. Eles também realizaram uma performance na loja de venda virtual Sanity em Westfield Hurstville em 7 de setembro. Em 27 de setembro, a banda interpretou a canção no The X Factor da Austrália e Na Grande Final do NRL de 2010 em 3 de outubro. Outras apresentações da canção, ocorreram em 16 de outubro no estúdio Richmond Records e no Westfield Liverpool em 28 de outubro de 2010.

## Desempenho
"And Then We Dance" fez sua estreia nas tabelas musicais através da australiana ARIA Singles Chart em 19 de setembro de 2012 na quadragésima sexta posição. Seu auge foi na vigésima sexta colocação em 17 de outubro do mesmo ano. A canção passou um total de cinco semanas no periódico e foi certificado de platina pela Australian Recording Industry Association (ARIA), por vendas superiores a 70 mil cópias. Na tabela Australian Artists Singles Chart que compila os singles mais vendidos apenas de artistas da Austrália, "And Then We Dance" situou-se na quadragésima segunda posição da edição de fim de ano.